# 有效需求
有效需求（英語：effective demand，縮寫：ED），即人们有能力并且愿意购买的需求。
其最早应来源于凯恩斯的经济理论。在大萧条时期，大量的产能由于工人工资低等因素卖不出去，导致全球经济陷入了经济危机之中。虽然大萧条始于美国股市崩盘，但与实体经济的联系不无密切。在研究了大萧条之后，凯恩斯提出大萧条的原因是由于需求不足，即有效需求不足。政府应该运用功能性财政加大支出，也就是通过增加社会需求来恢复经济。凯恩斯的这种观点突破了原有始于亚当·斯密的“放任自由”的思想，在30至70年代十分流行，获得了众多追随者。

## 有效需求不足
根据GDP的公式Y=C+I+G+(X-M) 。需求来源于四个部门，即消费C，投资I，政府采购G，净出口X-M。所以，有效需求不足只可能发生在这四个方面。根据凯恩斯主义，有效需求不足主要源于两条基本规律：
1. 边际消费倾向小于1，即人們不会把增加的收入全用来消费。这一条解释了消费不足的原因。
2. 资本边际效率长期内递减。这一条解释了投资不足的原因。

## 增加有效需求的办法
所以，政府就只能通过增加G，即增加政府支出来恢复经济。这也是当前中国政府面对全球经济衰退时出台4万亿财政计划的主要原因。同时，如果政府采用货币政策，比如多发货币降低利率等来促进投资，由于存在流动性陷阱，人们的实际投资需求并不会增加很多，所以，凯恩斯认为，最好的办法还是通过增加G来增加国民收入。